# دانیجل گاتاریک
دانیجل گاتاریک (انگلیسی: Danijel Gatarić؛ زادهٔ ۱۸ مهٔ ۱۹۸۶) بازیکن فوتبال اهل آلمان است.
از باشگاه‌هایی که در آن بازی کرده‌است می‌توان به باشگاه فوتبال کلن اشاره کرد.